# Ischnochiton (Ischnochiton) kaasi
Ischnochiton (Ischnochiton) kaasi is een keverslakkensoort uit de familie van de Ischnochitonidae. De wetenschappelijke naam van de soort is voor het eerst geldig gepubliceerd in 1987 door Ferreira. De soort is vernoemd naar de Nederlandse onderwijzer en bioloog Pieter Kaas.